# HD 85512 b
HD 85512 b — экзопланета, обращающаяся вокруг оранжевого карлика HD 85512 в созвездии Парусов.

## Характеристики
HD 85512 b находится в 36 световых годах от Земли. Планета в 3,6 раз массивнее Земли и является самой маленькой из открытых методом радиально-лучевых скоростей, с водяным ядром, а также второй открытой планетой, находящейся в зоне обитания. Открытие сделано в августе 2011 года с помощью спектрографа HARPS, установленного на 3,6-метровом телескопе обсерватории Ла-Силья в Чили. Равновесная температура поверхности планеты составляет около 25 °C при альбедо 0,3. В случае, если планета имеет атмосферу, подобную земной, с парниковым эффектом, то приповерхностная температура составит 78 °C, таким образом HD 85512b является  пустынной планетой. Сила тяжести планеты в 1,4 раза выше земной . Ранее учёные считали, что эта планета покрыта океаном. На самом деле, воды на HD 85512b скорее всего нет. Вероятно, это типичная термопланета.
Материнская звезда HD 85512 b светит слабее Солнца в 8 раз, при этом расстояние от планеты до её звезды составляет примерно 0,26 а. е.
Планета считалась потенциально обитаемой, до того как критерий обитаемости был изменён.